# Blaye
Blaye là một xã trong tỉnh Gironde, thuộc vùng Nouvelle-Aquitaine của nước Pháp, có dân số là 4.666 người (thời điểm 1999).

## Các thành phố kết nghĩa
- Zülpich, Đức